# Michele Pisacane
Michele Pisacane (Agerola, 1º gennaio 1959) è un politico italiano.

## Biografia
Dal 1988 al 1997 è consigliere comunale di Agerola (provincia di Napoli), per la Democrazia Cristiana e poi per il Centro Cristiano Democratico, dal 1993 al 1997 ricopre anche l'incarico di sindaco del comune campano.
Alle elezioni regionali in Campania del 2000 viene candidato tra le liste del Partito Democratico Cristiano, a sostegno dell'ex presidente della Regione Campania Antonio Rastrelli, venendo eletto nella circoscrizione di Napoli con 8.389 preferenze in consiglio regionale della Campania.
Alle successive regionali del 2005 viene rieletto consigliere, nelle liste dell'UDEUR (a sostegno del candidato governatore di centro-sinistra Antonio Bassolino), raccogliendo quasi 18.000 preferenze. Carica che mantiene fino al 2006, quando viene eletto deputato.
Alle elezioni comunali in Campania del maggio 2006 si ricandida, dove viene rieletto sindaco di Agerola, con la sua lista civica "Democrazia Popolare" sostenuta dai popolari UDEUR e L'Unione con il 50,16% dei voti.

### Elezione a deputato
Alle elezioni politiche del 2006 viene candidato alla Camera dei deputati, tra le liste dei Popolari UDEUR come capolista nella circoscrizione Campania 1, venendo eletto deputato della XV Legislatura. Nel 2007 lascia l'UDEUR per aderire all'Unione di Centro, passando quindi all'opposizione del governo Prodi.
Alle elezioni politiche del 2008 è rieletto alla Camera dei deputati, nelle liste dell'Unione di Centro.
A settembre 2010, assieme ad altri quattro deputati dell'UDC (Francesco Saverio Romano, Giuseppe Drago, Calogero Mannino e Giuseppe Ruvolo), entra in polemica con il leader Pier Ferdinando Casini, tantoché il 28 settembre 2010 abbandonano il partito e passano al Gruppo misto. Il 21 ottobre 2010 essi fondano il soggetto politico I Popolari di Italia Domani, formando quindi la componente del Gruppo misto "Noi Sud Libertà e Autonomia - I Popolari di Italia Domani".
I cinque deputati si schierano a sostegno della maggioranza parlamentare di centro-destra del governo Berlusconi, votando contro la mozione di sfiducia e risultando determinanti.
A gennaio 2011 aderisce, assieme agli altri quattro deputati del PID, oltreché ad altri deputati "responsabili" che sono entrati in maggioranza per sostenere il governo Berlusconi, al nuovo gruppo parlamentare a sostegno della maggioranza Popolo e Territorio, venendo eletto Segretario di Presidenza della Camera dei Deputati in rappresentanza del nuovo gruppo.
Alle elezioni politiche del 2013 è ricandidato alla Camera dei deputati, nella circoscrizione Campania 2, nelle liste del Popolo della Libertà (in settima posizione), risultando il primo dei non eletti.

### Fuori dal Parlamento
Ad inizio 2014 aderisce a Centro Democratico di Bruno Tabacci, venendo nominato da quest'ultimo segretario regionale in Campania a novembre dello stesso anno.
In qualità di segretario di Centro Democratico in Campania, in occasione delle elezioni regionali campane del 2015 colloca il partito nella coalizione di centro-sinistra (a sostegno del candidato presidente Vincenzo De Luca): la lista comune "Centro Democratico-Scelta Civica" raccoglie circa 63.000 voti (pari al 2,77%) ed elegge due consiglieri regionali.
Alle elezioni amministrative del 2016 di Napoli schiera il partito nella coalizione di centro-sinistra della candidata Valeria Valente: il partito raccoglie circa 6.500 voti, non riuscendo quindi a eleggere nessun consigliere comunale, complice la sconfitta della coalizione; viceversa nelle 10 municipalità il Centro Democratico raggiungerà percentuali più alte, classificandosi talvolta come secondo partito della coalizione.
Il 20 gennaio 2018 abbandona Centro Democratico (di cui era coordinatore regionale in Campania) avvicinandosi poi a Identità e Azione di Gaetano Quagliariello e di conseguenza a Cambiamo! di Giovanni Toti.
Nel 2020 suo figlio Raffaele Maria viene eletto consigliere regionale in Campania tra le file di Centro Democratico per poi passare subito dopo al Gruppo misto.
Nel febbraio del 2021 viene scelto come coordinatore campano di Cambiamo!. Dopo la nascita di Coraggio Italia, partito in cui confluiscono Cambiamo! e IDeA di Gaetano Quagliariello, i Pisacane aderiscono a tale nuovo partito, con Raffaele che diventa il coordinatore della città metropolitana di Napoli il 18 novembre 2021.